# Jochum Ahlstedt

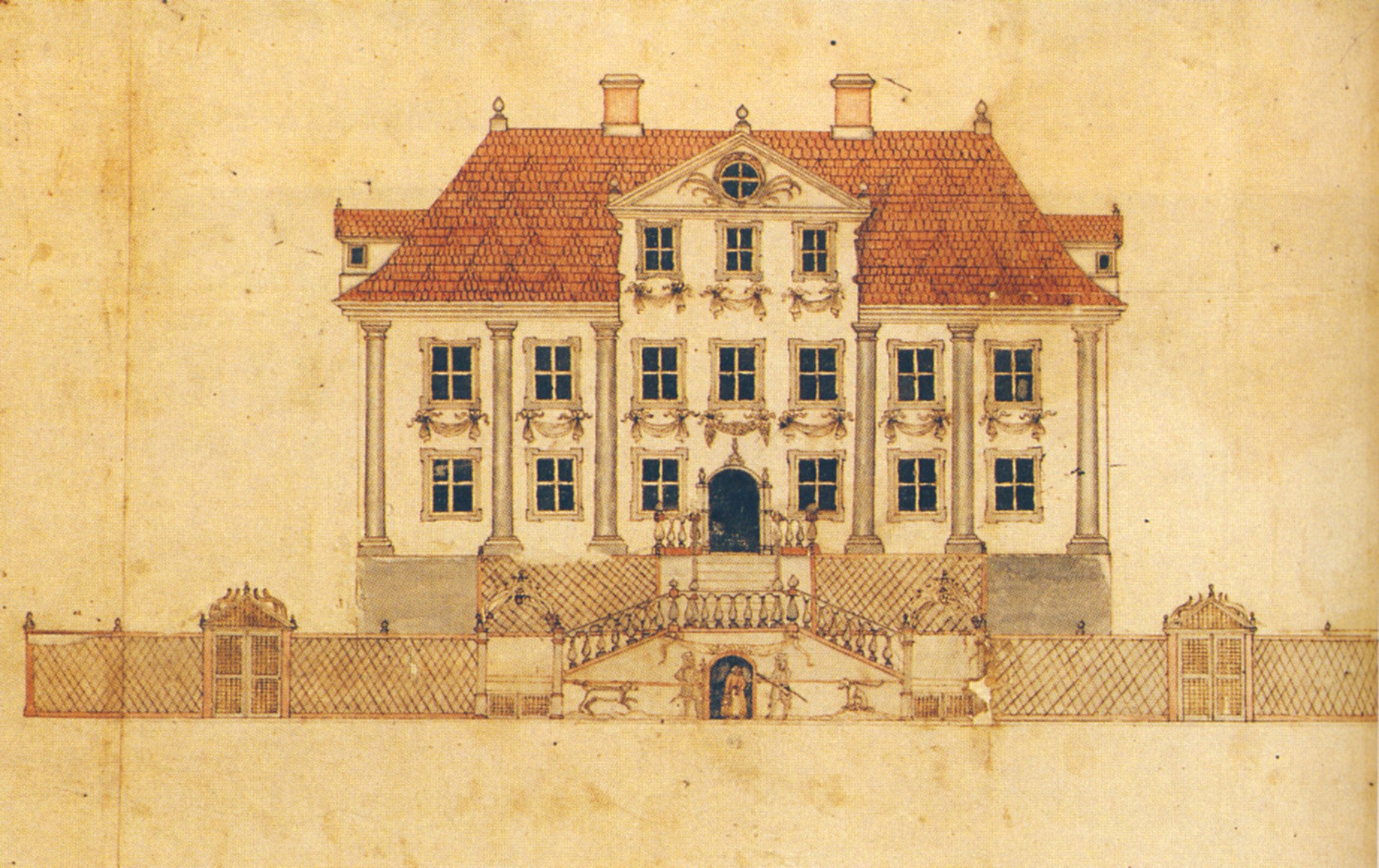
Ahlstedts "Alstavik", fasadritning från 1681

Jochum Ahlstedt, född 1611 i Lübeck, död  30 januari 1680 i Stockholm, var en svensk hovbryggare. Han kallades även Joachim Werner Altstädt, Jockem Allstädh och Joachim Allesstädt.

## Biografi
Ahlstedt flyttade till Sverige på 1630-talet och blev snart en av de ledande bryggarna i Stockholm. Hans produkter höll tydligen hög klass eftersom han så småningom blev utnämnd till hovbryggare. Han blev även bryggarnas ålderman. Han var gift tre gånger och fick 14 barn. Bryggeriverksamheten hade han i Gamla stan och mälteriet på Långholmen. Hans framgångsrika verksamhet gjorde honom till en förmögen man.
Ahlstedt satsade inte enbart på bryggerinäringen utan även på fiske. 1661 fick han ensamrätt på laxfiske i Söderström under åtta år och i Pålsundet vid Långholmen inrättade han dammar för fiskodling. År 1647 upplät Stockholms stad en central del av ön Långholmen till Ahlstedt och 1670 uppförde han där den palatsliknande malmgården Alstavik med tillhörande trädgårdar. Vid hans död januari 1680 hade Alstavik ett värde av 60 000 daler kopparmynt.